# 해보중앙초등학교
해보중앙초등학교는 대한민국 전라남도 함평군 해보면 상곡리 149에 있었던 초등학교이다.

## 연혁
- 1969년 10월 25일 해보국민학교 중앙분교 개교(6학급)
- 1971년 3월 1일 해보중앙국민학교로 승격
- 1982년 3월 1일 병설유치원 설립 인가
- 1996년 3월 1일 해보중앙초등학교로 개칭
- 1997년 3월 1일 해보초등학교로 통폐합